# Élections législatives cambodgiennes de 1976
À la suite de la promulgation par les dirigeants khmers rouges d'une nouvelle constitution le 5 janvier, des élections eurent lieu le 20 mars 1976 en vue d'élire les 250 députés de la nouvelle Assemblée des Représentants du peuple.
Ce parlement était normalement élu pour 5 ans et comprenait 150 représentants des paysans, 50 des ouvriers et 50 des militaires.

## Résultats
On sait très peu de chose de ces élections :
- il y avait 515 candidats aux 250 sièges à pourvoir.
- les candidats devaient tous avoir « de bons états de service dans la lutte révolutionnaire pour la libération du peuple et de la nation »[1].
- la participation aurait été de 3 462 868 votants, soit 98 % des inscrits[2].
- les noms des candidats n'étaient pas communiqués aux électeurs[1].
- il y eut 46 femmes élues (29 représentantes des paysans, 8 des ouvriers et 9 des forces armées[3].

Cette assemblée ne fut convoquée qu'une seule fois, du 11 au 13 avril 1976, occasion durant laquelle elle entérina la démission de Norodom Sihanouk à la tête de l'État et son remplacement par Khieu Samphân, ainsi que l'acceptation d'un nouveau gouvernement dirigé par un représentant des ouvriers des plantations d'hévéa du nom de Pol Pot ; il s'agit de la première référence à ce surnom derrière lequel se cachait en réalité Saloth Sar.
|                          |                                 |           |    |        |     |
| Parti                    | Parti                           | Voix      | %  | Sièges | +/- |
|                          | Front uni national du Kampuchéa |           |    | 250    | Nv. |
|                          |                                 |           |    |        |     |
| Total                    | Total                           |           |    | 250    | 124 |
| Inscrits / participation | Inscrits / participation        | 3 462 868 | 98 |        |     |